# Eastern Telegraph Company

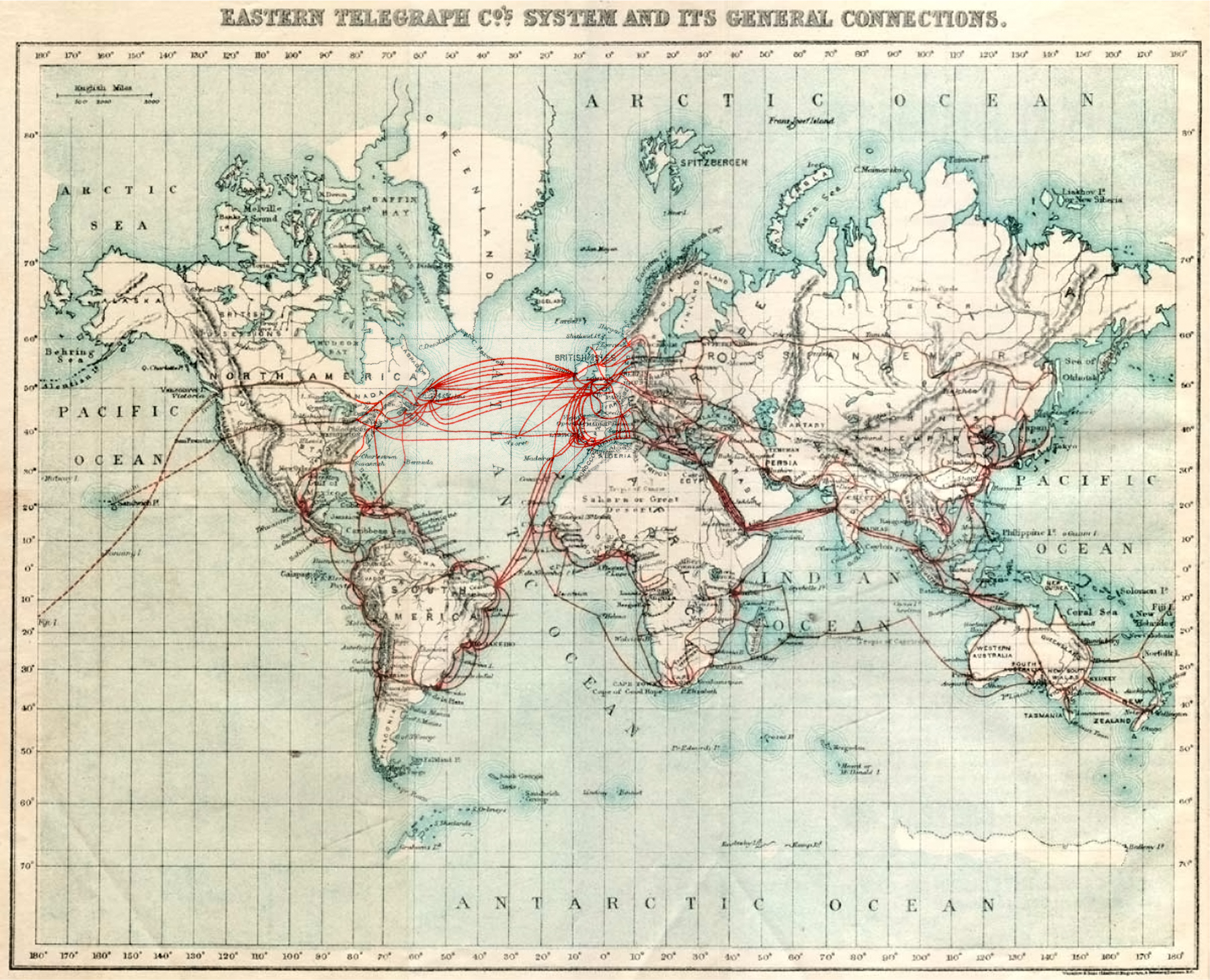
Cables de la Eastern Telegraph en 1901.

La Eastern Telegraph Company -la ETC, conocida popularmente en Galicia como El Cable Inglés, fue una empresa de comunicación cablegráfica entre Vigo e Inglaterra, inaugurada el 27 de mayo de 1873. A los pocos días empezaba a funcionar el cable de la misma compañía entre Vigo y Carcavelos, Portugal, que fueron las primeras de España y las únicas durante once años. El 28 de mayo de 1933, sesenta años después, el inicio del Cable Inglés fue recordado por el entonces cronista de la ciudad, Avelino Rodríguez Elías.
Gracias al cable, Faro de Vigo dio la primera noticia de la llegada del Plus Ultra a Buenos Aires.
José Ramón Cabanelas, autor del libro El mundo Vía-Vigo, que publicó el Instituto de Estudios Vigueses, recuerda que el Cable Inglés funcionó en Vigo hasta el 31 de diciembre de 1969.

## Historia
Avelino Rodríguez Elías recordaba las efemérides señalando que el cable de Bilbao a Inglaterra no se inauguró hasta 1884, por lo que las comunicaciones telegráfico-submarinas de Vigo fueron las primeras de España, y durante once años, las únicas que tuvo la nación. Para la Eastern Telegraph C.° Ltd la importancia del Puerto de Vigo estaba por encima de todos los demás de España. Los cables de la empresa fueron amarrados en una playa que había por debajo de las baterías de la Laxe.

## Los creadores y su residencia en Vigo
El primer director de la estación del Cable Inglés en Vigo fue C. J. Murphy y de los varios funcionarios que desempeñaron ese cargo destacó John Rose, cuya familia, enlazada por vínculos matrimoniales con familias viguesas, fijó su residencia en Vigo.
Otro fue Lehmann, que se quedó a vivir en Vigo después de jubilado, quien se adaptó de tal modo a esta tierra, que hablaba el castellano como un español y conversaba con los oriundos en la propia lengua de estos.
Otros funcionarios del Cable Inglés hicieron de Vigo su segunda patria, y sus familias, pasaron a ser familias viguesas.

## Los últimos oficiales
Entre 1873 y 1969 el "Cable Inglés" convirtió a Vigo en uno de los referentes de Europa en la comunicación por telégrafo. Por las oficinas de la compañía transcurrieron mensajes que pudieron atravesar el mundo. El éxito de esas comunicaciones dependía en buena medida de Antonio Vázquez, James Skinner, John Staton, Francisco Barcia y Fernando Merino, los últimos oficiales técnicos de la Eastern Telegraph Company en Vigo.

## La empresa inglesa impulsa los deportes, especialmente del balón, en Vigo
Los oficiales de la Eastern Telegraph contribuyeron al impulso de los deportes en Vigo, especialmente del fútbol. Ya fuera jugando contra equipos vigueses, o formando equipos con ellos, vinieron practicando el fútbol desde 1895. Quizás, cuando por España adelante casi ni se sabía de la existencia del juego. Gracias a eso, el fútbol vigués pudo contar con un historial tan antiguo, ya que en 1903 el Faro de Vigo publicó crónicas de los encuentros que se disputaban en el antiguo campo del Malecón, señalando que los oficiales del Cable Inglés componían un gran equipo.